# 소장 (전한)
소장(蕭章, ? ~ 6년)은 전한 말기의 제후로, 개국공신 소하의 후손이자 태상 소존의 아들이다.

## 생애
수화 원년(기원전 8년), 소존의 뒤를 이어 찬후(酇侯)에 봉해졌다.
원시 원년(1년), 봉읍 2천 호를 더하였다.
거섭 원년(6년)에 죽어 시호를 질이라 하였고, 아들 소우가 작위를 이었다.

## 출전
- 반고, 《한서》 권16 고혜고후문공신표

| 선대 아버지 찬질후 소존 | 전한의 찬후 기원전 7년 ~ 기원후 6년 | 후대 아들 소우 |